# Rent (singolo)
Rent è un singolo del gruppo musicale britannico Pet Shop Boys, il terzo estratto dal secondo album in studio Actually e pubblicato il 12 ottobre 1987.

## La canzone
Il testo di Rent narra di una relazione basata esclusivamente su interessi finanziari, il che lascia intendere che possa trattarsi di un rent boy. Il brano entrò nella Top10 britannica, piazzandosi all'ottava posizione.
Fra i b-side del singolo compare I Want a Dog, brano che i Pet Shop Boys ri-pubblicarono in una versione differente nel loro album Introspective (1988).

### Versioni celebri
- Nel 1989 Rent fu pubblicata in una versione orchestrale nell'album di Liza Minnelli Results. La stessa versione fu eseguita in concerto dai Pet Shop Boys stessi nel 2006 durante il loro concerto al teatro Mermaid di Londra. Quel concerto fu poi pubblicato nel primo album live dei Pet Shop Boys, Concrete.
- Rent fu eseguita da Neil Tennant con la band Suede nel 1997, in una performance live.

## Video musicale
Il videoclip di Rent fu diretto da Derek Jarman. Esso narra due storie: la prima, filmata in bianco e nero, mostra Lowe che arriva alla stazione di King's Cross il quale, sceso dal treno, cammina tranquillamente. Nella seconda storia, filmata a colori, si vede Margi Clarke come la partner di un lord inglese (interpretato dal 7º marchese di Bath, Alexander Thynn), il quale celebra una cena con diverse persone altolocate. Il testo è cantato dallo chauffeur, interpretato da Tennant. La donna, che si dimostra annoiata durante la cena in quanto nessuno le dimostri attenzione, finisce per uscire di casa e farsi portare in stazione dall'autista, appunto Tennant. Successivamente lei incontra Lowe dentro la stazione e si abbracciano.

## Tracce

### 7": Parlophone / R 6168 (UK)
1. "Rent" - 3:35
2. "I Want a Dog" - 4:57

### 12": Parlophone / 12R 6168 (UK)
1. "Rent" (Extended Mix) - 7:06
2. "Rent" (Dub) - 6:06
3. "I Want a Dog" - 4:57

## Classifiche
| Classifica (1987) | Posizione massima |
| ----------------- | ----------------- |
| Australia         | 81                |
| Austria           | 27                |
| Germania          | 10                |
| Italia            | 9                 |
| Nuova Zelanda     | 23                |
| Paesi Bassi       | 25                |
| Regno Unito       | 8                 |
| Svezia            | 19                |
| Svizzera          | 10                |